# Alessandro Roberto
Alessandro Roberto (Vercelli, 22 maggio 1977) è un allenatore di sci alpino ed ex sciatore alpino italiano specialista dello slalom gigante.

## Biografia

### Carriera sciistica
Gigantista puro originario di Santhià e tesserato per il Centro Sportivo Esercito, Roberto entrò nel giro della nazionale italiana nel 1999: di quell'anno furono sia l'esordio in Coppa Europa (il 7 dicembre a Valloire) sia quello in Coppa del Mondo (il 19 dicembre in Alta Badia), in entrambi i casi senza completare la gara. Il 10 febbraio 2000 conquistò a Sella Nevea il primo podio in Coppa Europa (2º); nel 2001 partecipò ai Mondiali di Sankt Anton am Arlberg, sua unica presenza iridata (13º), e il 20 dicembre ottenne a Kranjska Gora il miglior piazzamento in Coppa del Mondo (7º).
Ai XIX Giochi olimpici invernali di Salt Lake City 2002, sua unica presenza olimpica, si classificò al 22º posto. Il 17 marzo 2006 conquistò ad Altenmarkt-Zauchensee l'ultimo podio in Coppa Europa (3º) e prese per l'ultima volta il via in Coppa del Mondo il 21 dicembre 2008 in Alta Badia, senza completare la gara. Si ritirò al termine della stagione 2008-2009 e la sua ultima gara fu lo slalom gigante di Coppa Europa disputato il 4 febbraio a La Molina, non completato da Roberto.

### Carriera da allenatore
A partire dalla stagione 2014-2015 è stato allenatore responsabile della Nazionale italiana maschile per lo slalom gigante.

## Palmarès

### Coppa del Mondo
- Miglior piazzamento in classifica generale: 59º nel 2003

### Coppa Europa
- Miglior piazzamento in classifica generale: 13º nel 2000
- 3 podi
  - 2 secondi posti
  - 1 terzo posto

### Nor-Am Cup
- Miglior piazzamento in classifica generale: 21º nel 2007
- 2 podi
  - 2 vittorie

#### Nor-Am Cup - vittorie
| Data             | Località | Paese       | Specialità |
| ---------------- | -------- | ----------- | ---------- |
| 27 novembre 2006 | Keystone | Stati Uniti | GS         |
| 28 novembre 2006 | Keystone | Stati Uniti | GS         |

Legenda:

GS = slalom gigante

### Campionati italiani
- 1 medaglia:
  - 1 argento (slalom gigante nel 2007)